# Jean Schultheis
Jean Edouard Louis Schultheis, cunoscut sub numele de Jean Schultheis, (n. 27 octombrie 1943, Casablanca, Marocul francez) este un compozitor, muzician și producător francez născut în Maroc. A devenit celebru prin piesa „Confidence pour confidence”, lansată în 1981 și care a a ajuns pe primul loc în topurile muzicale din Franța.

## Cariera
Și-a început cariera muzicală în anii '70, lucrând ca interpret și compozitor pentru artiști precum Sheila, Nicoletta și Michel Delpech. În 1981, a lansat piesa „Confidence pour confidence”, care a ajuns în topurile muzicale din Franța, Belgia și Elveția și a fost vândută în peste un milion de exemplare în întreaga lume. Piesa, cu un ritm antrenant și versuri romantice, a făcut din Schultheis un nume cunoscut în întreaga lume. În urma succesului său, el a lansat mai multe albume, dar și piese precum Va te faire voir în 1987.

## Viața personală
Schultheis are doi fii: Olivier Schultheis, jurat la mai multe emisiuni muzicale franceze și Julien Schultheis, muzician și el.

## Discografie

### Albume de studio
- Spectacles (1978)
- Abracadabra (1981)
- Grandir (1981)
- Portrait robot (1984)
- J'ai pris mon temps (1991)

### Single-uri
- Ma main / Quand je chante en yaourt (1978)
- Romance en Fa dièse / À la cigogne amoureuse (1979)
- Confidence pour confidence / App'lez la police (1981) [Franța: #01]
- Je largue tout / T'es ma baby (1982)
- Je te cherche sans me trouver / Bébé Bop (1982)
- Pour être un Co-co boy / Playmate (1982)
- Tequila Bar / Aventure (1984)
- R'garde un peu comme tu marches / Coucou nana (1985)
- Va te faire voir (chez les Grecs) / Va te faire voir (instrumental) (1987) Franța [Franța: #60]
- Météo / Fort, fort, fort (1989)